# Blanquette de ternera
La blanquette de ternera es un plato principal típicamente francés a base de carne de ternera estofada, de zanahorias y de salsa mantecada.

## Etimología
El término « blanquette » se refiere al hecho de que la salsa que cubre el ragoût es blanca. Todas las carnes blancas (pollo, conejo, puerco), así como el cordero, pueden prepararse «en blanquette» aunque la «blanquette» de ternera sigue siendo el plato de referencia.

## Preparación

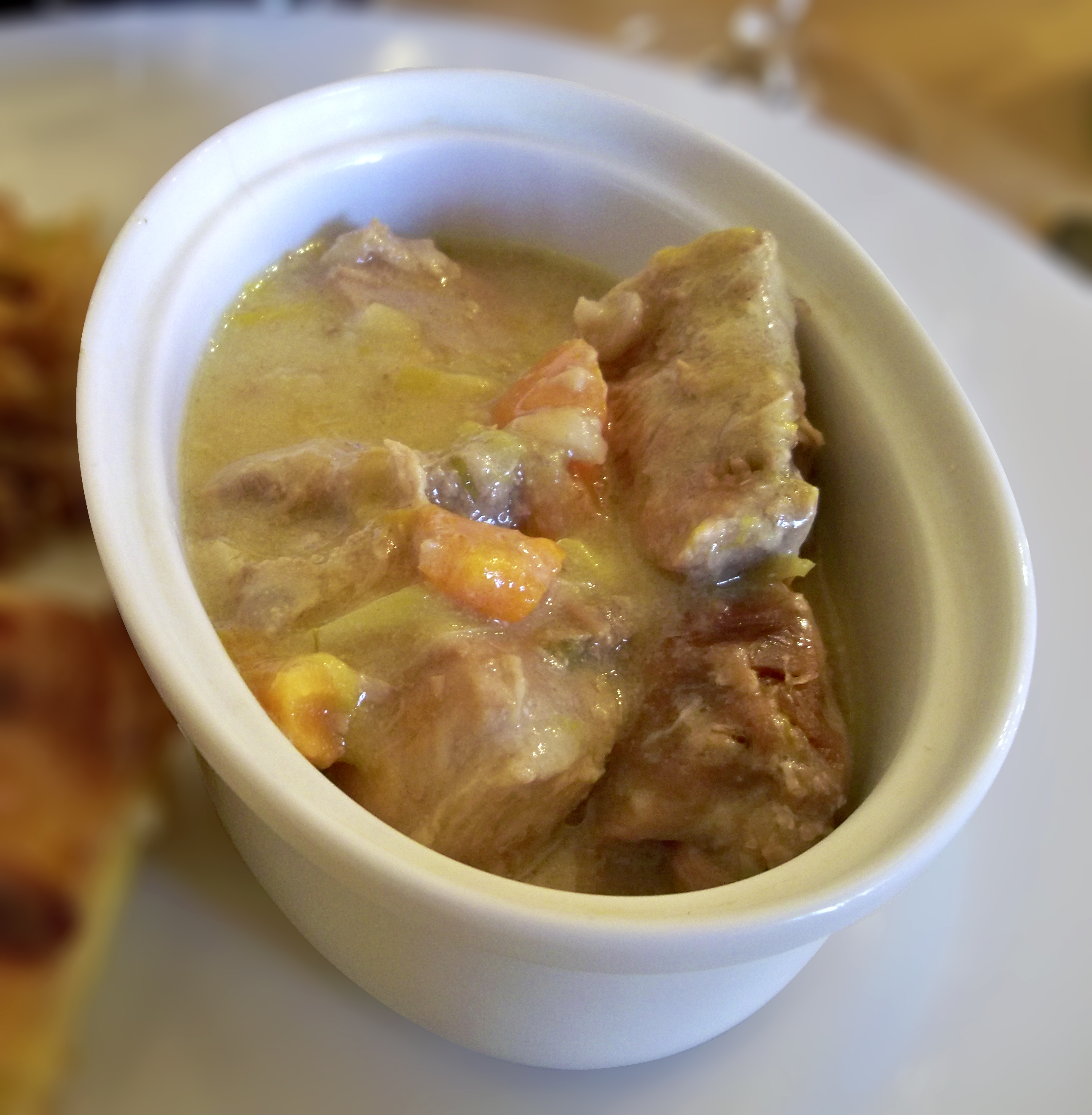
Blanquette de ternera.

El corte de ternera escogido para la blanquette es generalmente del pecho o la espaldilla.Se cuece en agua la carne cortada en pedazos junto a las zanahorias,las cebollas (a veces el apio) para conseguir un buen caldo.
La salsa se obtiene ligando el caldo con una o dos yemas de huevo y añadiendo crema fresca. La blanquette tradicional se realiza sin harina,. El plato puede completarse añadiendo setas y acompañarse de arroz, pastas o patatas. La carne, las zanahorias y el acompañamiento se sirven calientes. Puede añadirse un poco zumo de limón.

## Literatura
El comisario Maigret es conocido en Francia por ser un gran amante de la blanquette, que prepara su esposa, así como el comisario San-Antonio que presume de la que prepara su madre.